# Iłowa
Iłowa (pol. hist. Ilwa, niem. Halbau, górnołuż. Jiłwa) – miasto w województwie lubuskim, w powiecie żagańskim, siedziba gminy miejsko-wiejskiej Iłowa.
Położone na Nizinie Śląsko-Łużyckiej po części w Kotlinie Żagańskiej (317.743) i na Równinie Gozdnickiej (317.741), na wysokości 122–125 m n.p.m., wśród Borów Dolnośląskich, nad Czerną Małą, Czerną Wielką i Czernicą. Iłowa leży na pograniczu historycznych Górnych Łużyc i Dolnego Śląska. 
Według danych GUS z 31 grudnia 2019 r. Iłowa liczyła 3874 mieszkańców.

## Położenie
Iłowa leży na pograniczu dwóch krain historycznych, jej zachodnia część na lewym brzegu Czerny Małej położona jest na Górnych Łużycach, zaś wschodni, prawobrzeżny obszar miasta należy do Dolnego Śląska.
Odległości od granic:
- Przewóz (DK27) – 24 km
- Jędrzychowice (A4) – 45 km
- Zgorzelec (DK94) – 49 km
- Łęknica – (DK12) – 42 km
- Olszyna (DK18) – 40 km

## Toponimia
Jedna z ulic w Berlinie-Steglitz od 24 lipca 1954 nosi nazwę Halbauer Weg. Wieś w Saksonii w powiecie Budziszyn, w gminie Cunewalde nosi nazwę Halbau

## Historia
Współczesna Iłowa powstała w X wieku, jako osada leśna na terytorium plemiennym Dziadoszan, na rozstajach szlaków handlowych prowadzących z Żagania do Zgorzelca i z Legnicy do Gubina.
W roku 1000 Bolesław Chrobry wyruszył w stronę zachodnich granic swego państwa, aby – według Joachima Lelewela – w okolicach Iłowej uroczyście przywitać swojego gościa Ottona III i razem z nim udać się na zjazd do Gniezna:

Z Rzymu więc roku 1000, Otto III cesarz, przybywa na krańce królestwa króla polskiego Bolesława. Od Ilwy (Halbau) we włości Djedesów leżącej, z wielkimi przyjaźni oznakami, przyjął gościa Bolesław, i nie do opisania, ani do pojęcia wydało się Niemcom, z jaką wspaniałością cesarza przez swe kraje aż do Gniezna prowadził.

Za czasów panowania Piastów śląskich miejscowość nie odgrywała większej roli politycznej. Natomiast w roku 1241 jej mieszkańcy wzięli udział w bitwie pod Legnicą z Mongołami.
13 sierpnia (lub 10) 1356 cesarz Rzeszy Karol IV Luksemburski nadał w lenno braciom von Kottwitz z obecnych Kotowic das halbe Dorf an dem wasser Czirne (dosł. „pół wsi nad Czerną”). Z tego okresu wywodzi się pierwsza niemiecka nazwa Iłowej – Halbe Dorf, którą z biegiem czasu przekształcono w Halbe Aue (niem. Aue= łąka, błonia) i później skrócono do Halbau. W 1440 wojska Górnołużyckiego Związku Sześciu Miast na polecenie i pod wodzą kupców zgorzeleckich zdobyły i zniszczyły iłowski zamek Kottwitzów w odwecie za udzielanie przez nich schronienia rycerzom-rabusiom. 
W 1459 roku na ziemi należącej do śląskiego księstwa żagańskiego nad Czerną Małą powstała pierwsza z siedemnastu hamerni wykorzystująca drewno z okolicznych lasów i lokalne pokłady rudy darniowej, a do napędu koło wodne. Większa część miasta leżała w Górnych Łużycach, wchodzących później w skład Saksonii (od 1635), a następnie od 1815 pruskiej prowincji Śląsk. W tej części dzisiejszej Iłowej (wówczas Dorf Halbau lub Kühza(h)l) w 1668 roku wybudowano ewangelicki kościół graniczny.
Miejscowość była własnością Kottwitzów do 22 września 1567 (według innych źródeł do roku 1566 lub 1570), kiedy Baltazar Kotowicz, sprzedał rodzinne dobra wraz z okolicznymi wsiami Konin i Saatz (obecnie północna część Iłowej – Żaków) i lasami czeskiemu gubernatorowi hrabstwa kłodzkiego, freiherrowi Königsbrück, radcy cesarza Ferdynanda I Bawarczykowi Krzysztofowi von Schellendorf. Dobra iłowskie kolejno dziedziczyli po nim — syn Carl Magnus, syn Carla Magnusa Wolfgang i syn Wolganga Maksymilian. 7 maja 1679 łużycka Iłowa uzyskała od elektora Saksonii Jana Jerzego II prawa miejskie. Była wówczas własnością żony Maksymiliana v. Schellendorff Małgorzaty de domo von Friesen.  
W 1682 roku hrabia Baltazar von Promnitz z Żar wykupił Iłowę i doprowadził do rozkwitu miasta. Z tego okresu pochodzi aktualny herb miasta. Wszystkie jego elementy wywodzą się z herbu Promnitzów: strzała i gwiazdy w polu czerwonym to ich herb rodowy, natomiast biały pies to klejnot herbowy tegoż rodu (według niektórych źródeł chart na czerwonym polu pochodzi z herbu rodziny v. Friesen). Do rozległych dóbr hrabiowskich należało wiele okolicznych wsi. Te posiadłości tworzyły łużycką enklawę na obszarze śląskiego księstwa żagańskiego. 
W rękach rodziny Promnitzów Iłowa pozostawała do czasu, gdy po niespodziewanej śmierci w wieku 33 lat ostatniego z rodu Baltazara Fryderyka v. Promnitz zu Halbau (zm. 2 lutego 1744) latyfundium iłowskie przeszło na własność wdowy Anny Zofii Krystyny de domo von Erbach-Fürstenau, która 5 października 1751 roku wyszła po raz czwarty za mąż za Friedricha Augusta von Kospoth. Z tego związku pochodził Friedrich August II v. Kospoth, który po rozwodzie opuścił rodzinny majątek zapisując go byłej żonie Amelii Helenie, która z kolei sprzedała go hrabinie von Dohna. Miasto było słynne z pierników produkowanych tu w XVIII wieku według chronionej przywilejem receptury. Okres rozkwitu szybko minął a miasto przechodziło przez wiele rąk (do końca XIX w. Iłowa miała ponad 30 właścicieli) tracąc swój miejski charakter, co doprowadziło w 1830 roku do odebrania części należącej dawniej do majątku hrabiowskiego praw miejskich i zaszeregowania jako „miasteczko” (niem. Marktflecken). Wdowa po zmarłym 24 sierpnia 1861 Erdmannie hr. Kospoth, 1 marca 1862 sprzedała liczącą 3200 mórg magdeburskich (ok. 817 ha) posiadłość Conradowi baronowi von Reck. Według Güteradressbuch Schlesien dla powiatu Sagan w 1873 roku, Iłowa zajmowała powierzchnię 3076 mórg a jej właścicielem była Adela von Pohl z d. Metzko lub Mleczko.
Wskutek reform administracji pruskiej 19 stycznia 1874 utworzono Amtsbezirk Halbau składający się z gmin Birkenlache, Halbau Ober-Laustitz, Städtisch Halbau, Heiligensee (Poświętne), Klix Ober-Lausitz (Klików), Neudorf, Neuhaus (Nowoszów), Nicolschmiede Ober-Lausitz, Schlesisch Nicolschmiede (Kowalice), Zehrbeutel Ober-Lausitz (Dolanowo) i Gutsbezirk Halbau. Od 1 stycznia 1908 do Amtsbezirk Halbau należała również gmina Schlesisch Halbau.

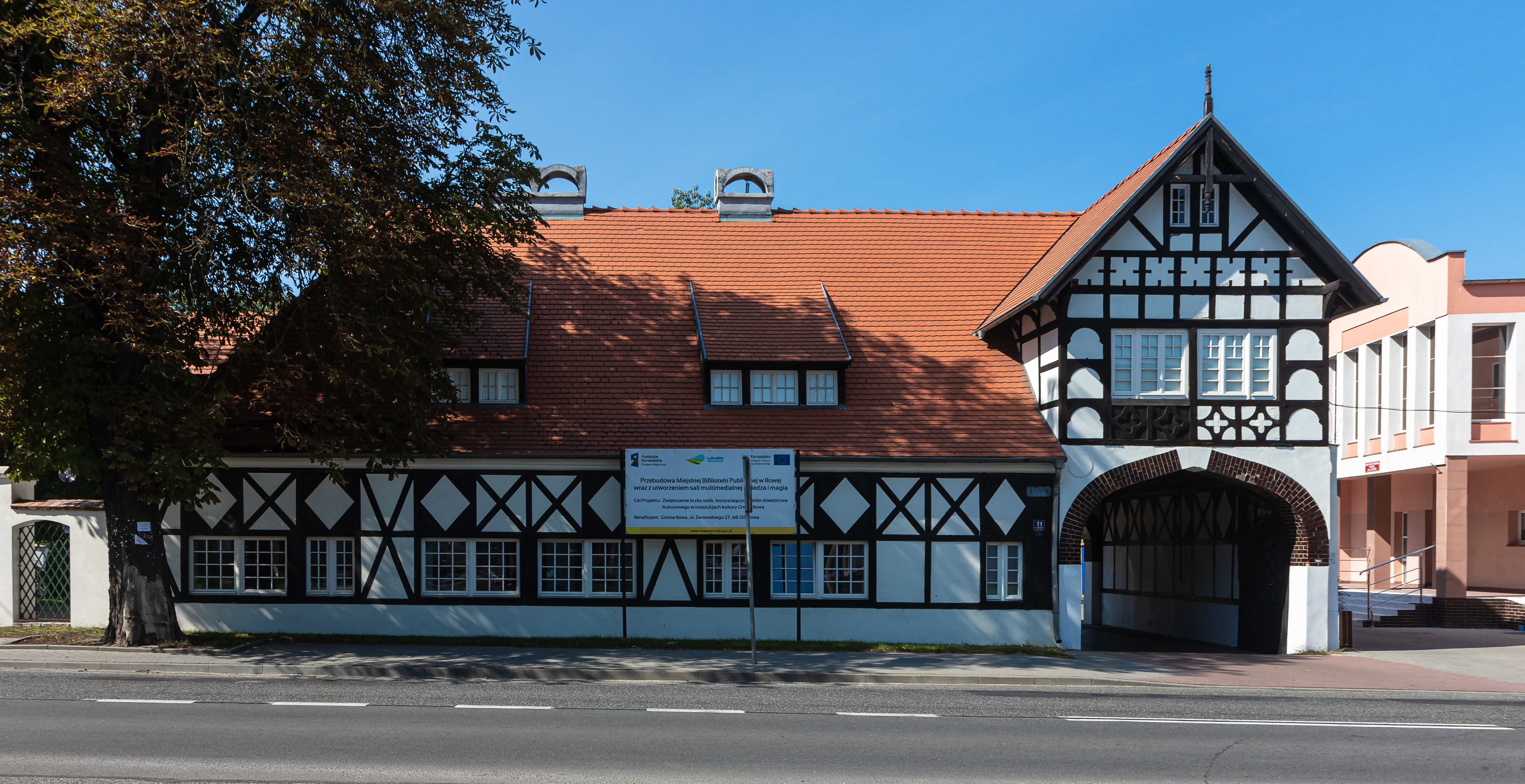
Główna brama do Parku Miejskiego

6 stycznia 1902 roku właścicielem Iłowej został ambasador cesarskich Niemiec na dworze Cesarza Japonii, hrabia Rzeszy Niemieckiej Fritz von Hochberg (wł. Friedrich Maximilian hr. von Hochberg zu Fürstenstein, 1868–1921) pochodzący z rezydującej w Książu k. Wałbrzycha rodziny von Hochbergów. Przyczynił się do modernizacji pałacu i rozbudowy istniejącego od XVII w. ogrodu angielskiego o założenie parkowe z ogrodami w stylu francuskim i japońskim oraz stanowiącego główną oś widokową ogrodu w stylu chińskim (najprawdopodobniej jedynego w Polsce). Do dzisiaj rosną tutaj liczne okazy wielowiekowych drzew, krzewów ozdobnych i rododendronów. O klasie parku najlepiej świadczy fakt, że stał się inspiracją do powstania Ogrodu Japońskiego we Wrocławiu – zaprojektowanego przez hrabiego Fritza podróżnika i autora An eastern voyage: a journal of the travels of Count Fritz Hochberg through the British empire in the East and Japan (1910) uznawanego w tamtych czasach za największego niemieckiego znawcę japońskiej sztuki ogrodowej, ogrodnika i kolekcjonera dzieł sztuki orientalnej, oraz wykonawcę projektu ogrodu inspektora ogrodowego Anlaufa i ogrodnika Erntela. Do dziś zachował się układ ścieżek, sztuczne jeziorko i wyspy. Pałac i park były powodem dumy hrabiego Hochberga i miejscem odwiedzanym przez znane osobistości. M.in. kilkukrotnie gościła tu księżna Daisy von Pless – bratowa hr. Fritza. Hrabia był wielkim miłośnikiem psów różnych ras. Dla nich wybudował tor wyścigów oraz założył cmentarz z licznymi epitafiami.
W latach 30. XX wieku w Iłowej odbywały się wystawa dalii. Oprócz tysiąca odmian kwiatów, prezentowano osiągnięcia ogrodnictwa, jak i uprawy winorośli, brzoskwiń oraz innych owoców i warzyw. Ostatnia z nich miała miejsce na przełomie sierpnia i września 1939 roku.

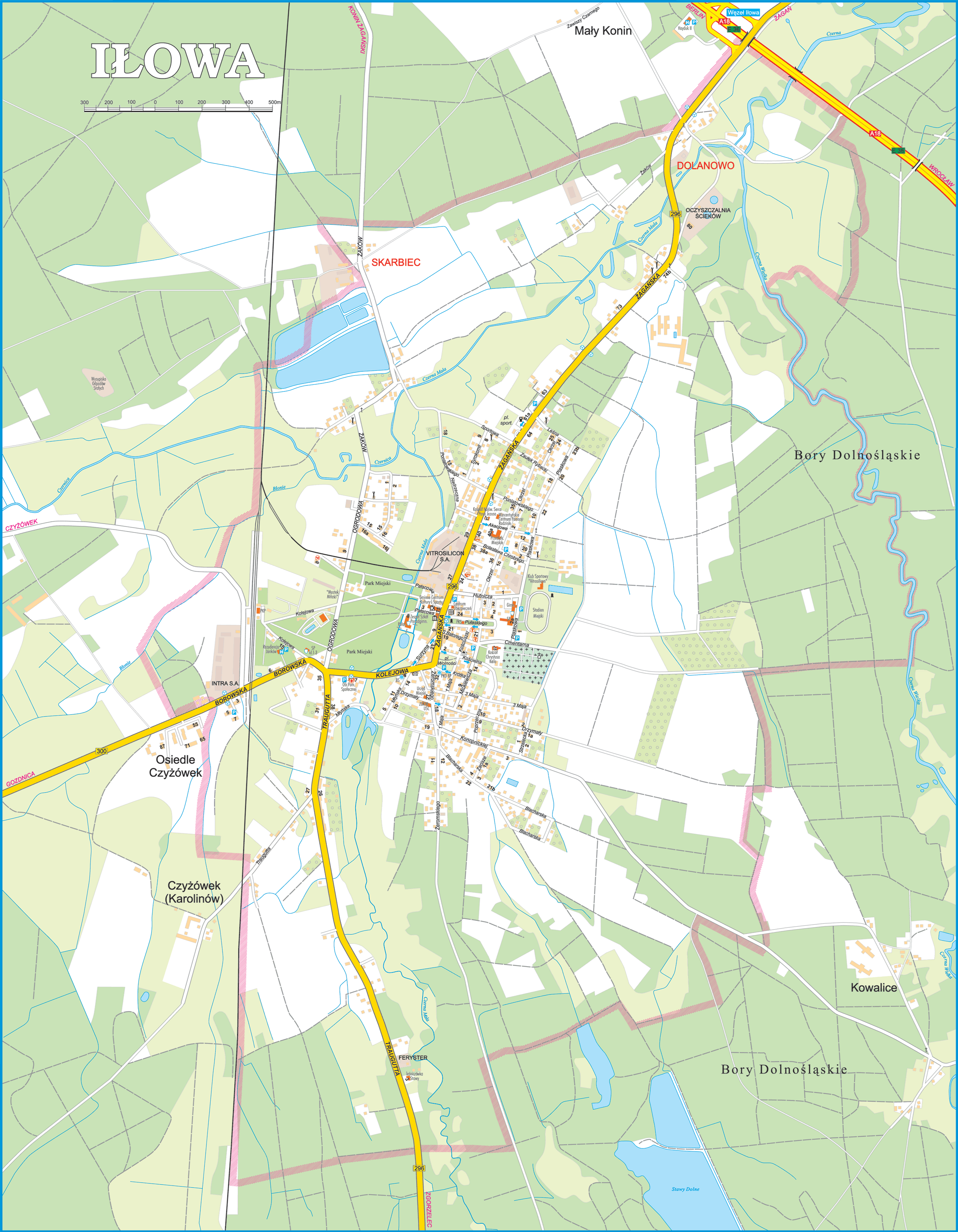
Plan miasta

Wojska niemieckie zostały wyparte z miasta 16/17 lutego 1945 roku przez oddziały 4 armii pancernej i 13 armii I Frontu Ukraińskiego. Po zajęciu miasta radzieckie władze wojskowe oddały władze administracyjną w ręce polskie. Z braku ludności wynikającego z działań wojennych Iłowa zaszeregowana została do miana wsi. Pierwszym polskim wójtem w Iłowej był Stefan Urbański, były robotnik przymusowy wracający z Niemiec. Po zakończeniu wojny do Iłowej przyłączona została wieś Saatz (obecna część Iłowej – Żaków) oraz wschodnia część wsi Charlottenhof (obecnie część miasta nosząca nazwę Karolinów). W latach 1946–1950 Iłowa znajdowała się na obszarze ówczesnego województwa wrocławskiego. Następnie od 6 lipca 1950, wraz z utworzeniem nowego województwa zielonogórskiego weszła w jego skład. W 1962 roku Iłowej przywrócono prawa miejskie i stała się ona 37. miastem województwa, do którego należała aż do podziału administracyjnego kraju z roku 1999, który wyłonił województwo lubuskie. Na czele utworzonego w 1973 Urzędu Miasta i Gminy stawali kolejno: 
- Henryk Czarnota
- 1979–1981: Janusz Maksymowicz
- 1981–1986: Ludwik Augustyniak
- 1987–?: Jerzy Garguła

Po 1945 w Iłowej osiedliła się i pracowała jako nauczycielka Zofia Wierzbicka, rodem z Łopatyna, poetka, przed wojną związana z grupą poetycką "Wołyń". Zmarła tutaj w 1973. 

### FiliaGroß-Rosen
Podczas II wojny światowej (od 18 lipca 1944 – pierwsi więźniowie od 26 lipca) w Iłowej lub najbliższej okolicy znajdował się męski podobóz obozu koncentracyjnego Gross-Rosen.
Zlokalizowany był w pobliżu autostrady Berlin-Wrocław (obecna DK18). Więziono w nim ponad tysiąc więźniów wykorzystywanych do pracy w przemyśle lotniczym. 12 lutego 1945 więźniów zdolnych do długiego marszu ewakuowano do KL Bergen-Belsen, gdzie przybyli 20 marca. Pozostałych więźniów uwolniono 15 lutego.

### Demografia
Rozwój demograficzny miasta do wybuchu II wojny światowej kształtował się następująco:
- 500 mieszk. (1816)[24]
- 900 mieszk. (1835)[48]
- 1219 mieszk. (1885)[49]
- 1890 mieszk. (1890)[50]
- Spis z 1 grudnia 1910 wyróżniał cztery niezależne części miasta (gminy – niem. Landgemeinde):
  - miejską (Städtisch Halbau) – 1333 mieszkańców
  - górnołużycką (Halbau in Ober Lausitz) – 425 mieszkańców
  - śląską (Schlesisch Halbau) – 270 mieszkańców
  - oraz obszar dworski Gutsbezirk Halbau obejmujący pałac, zabudowania przypałacowe oraz park – 145 mieszkańców

Trzy pierwsze połączono 28 października 1914 w jedną całość, do której 30 września 1928 przyłączono „majątek”.
- 3310 mieszk. (1933)
- 3481 mieszk. (1939), w tym:
  - dołączona 1 marca 1936 wieś Dolanowo (Zehrbeutel) licząca 162 mieszkańców (1925)

Według danych z 31 grudnia 2011 r. miasto zamieszkiwało 4048 mieszkańców.

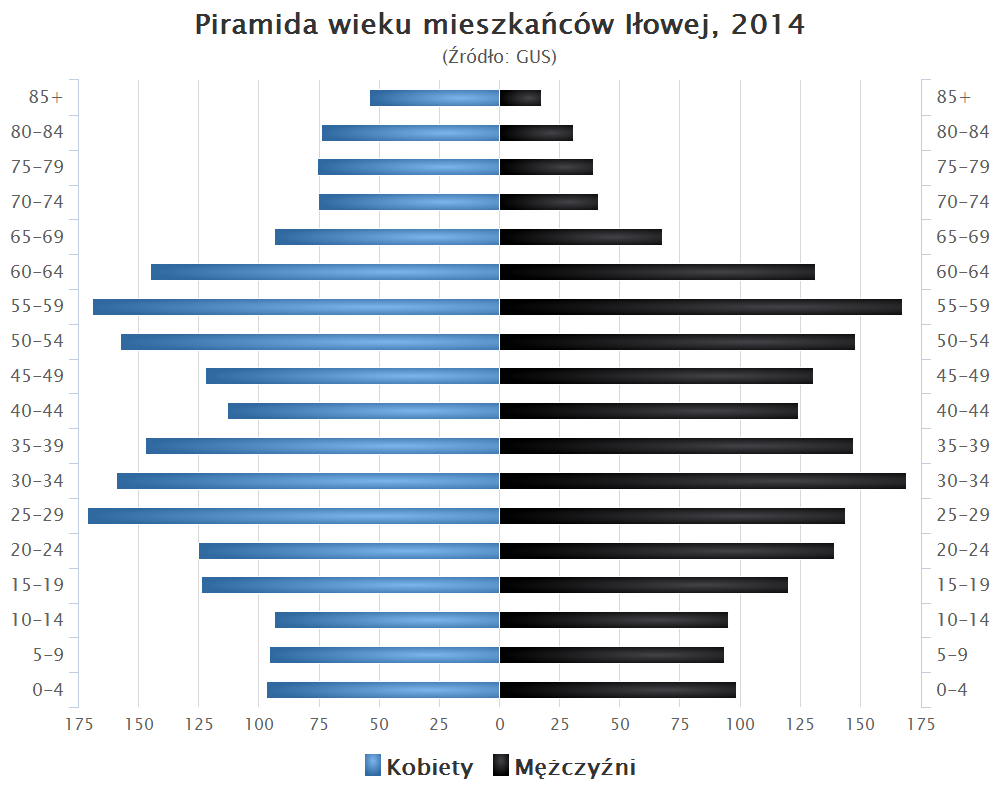
Piramida wieku mieszkańców Iłowej w 2014 roku

## Zabytki

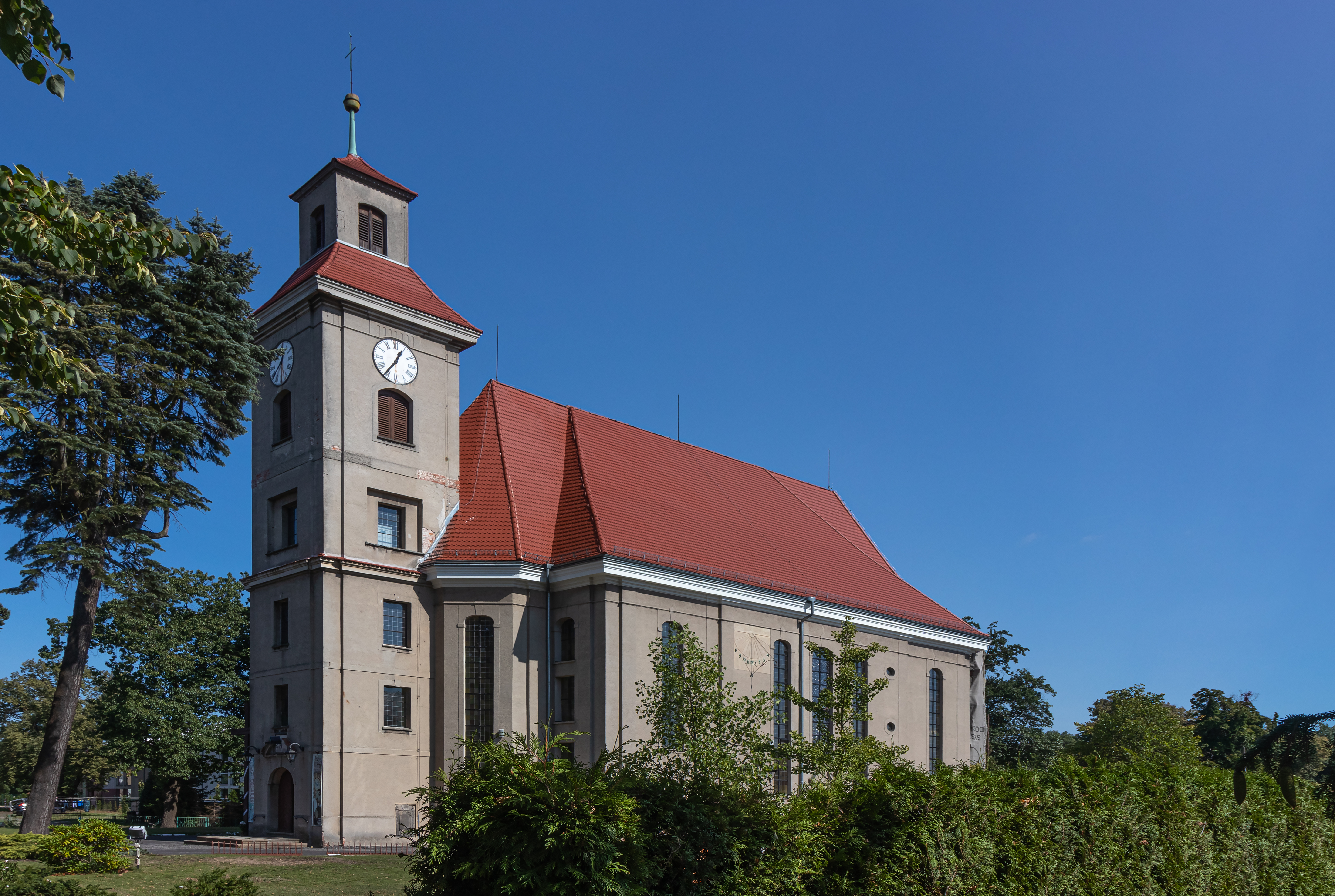
Kościół filialny w Iłowej

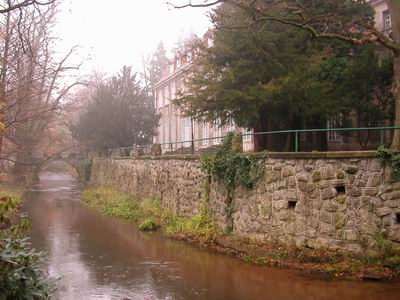
Pałac nad Czerną Małą

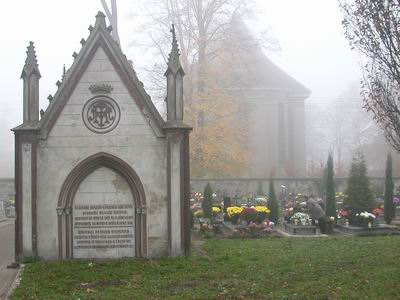
Cmentarz Komunalny w Iłowej

Do wojewódzkiego rejestru zabytków wpisane są:
- kościół ewangelicki, obecnie rzym-kat. filialny pod wezwaniem Chrystusa Króla, bud. w l. 1720–1725, proj. Giulio Simonetti(inne języki)[54], przebudowany po pożarze w 1749
- dawna plebania, Rynek 10[d], murowano-szachulcowa, z XVII wieku
- zespół pałacowy, z XVII-XX wieku:
  - pałac w Iłowej zbudowany w 1626 w miejscu dawnego zamku przez Christopha von Schellendorfa(inne języki) z kompleksem secesyjnych zabudowań folwarcznych z początku XX wieku. Najpierw była to renesansowa, czterokondygnacyjna budowla z wieżą, którą w 1720 rozbudowano o barokowe dwukondygnacyjne skrzydło[55]. Przed I wojną światową pałac został gruntownie przebudowany, powstała wówczas reprezentacyjna klatka schodowa, większość sal została wyposażona w kominki i ozdobiona boazeriami i neorokokowymi sztukateriami. Obecnie służy mieszkańcom jako siedziba Zespołu Szkół Ponadpodstawowych
  - park o pow. 18 ha założony w XVIII i XIX w. z ogrodami w stylu angielskim, francuskim i japońskim, powiększony w I połowie XX w. przez hrabiego F.M. von Hohberga i P. Jentziga[56]
  - aleja grabowa
  - brama wjazdowa „Mostek Miłości”, z 1905 roku
- zespół willowy, ul. Kolejowa 15, z początku XX wieku: willa, budynek gospodarczy, ogród, brama wjazdowa z furtą
- domy, Rynek 3[d], 1752 roku; nr 5[d], w połowie XVIII wieku, nie istnieje
- gospoda zajazd, ul. Żagańska 21, XVIII wieku
- młyn wodny, ul. Młyńska 5, z połowy XVIII wieku
- urządzenia hydrotechniczne zbiornik wodny, dwa jazy.

## Transport

### Drogowy
W odległości 3 km na północ od centrum Iłowej na autostradzie A18, która stanowi szybkie połączenie z Olszyną oraz z Wrocławiem, zlokalizowano węzeł Iłowa. Przez miasto przechodzi DW296 (Kożuchów-Żagań-Lubań), oraz DW300 (Iłowa-Gozdnica). Około 35 km na południe od Iłowej zlokalizowany jest węzeł Godzieszów na autostradzie A4.
Przystanki autobusowe: Dolanowo, Rynek/ul. Pułaskiego i Eskord/ul. Borowska.

### Kolejowy

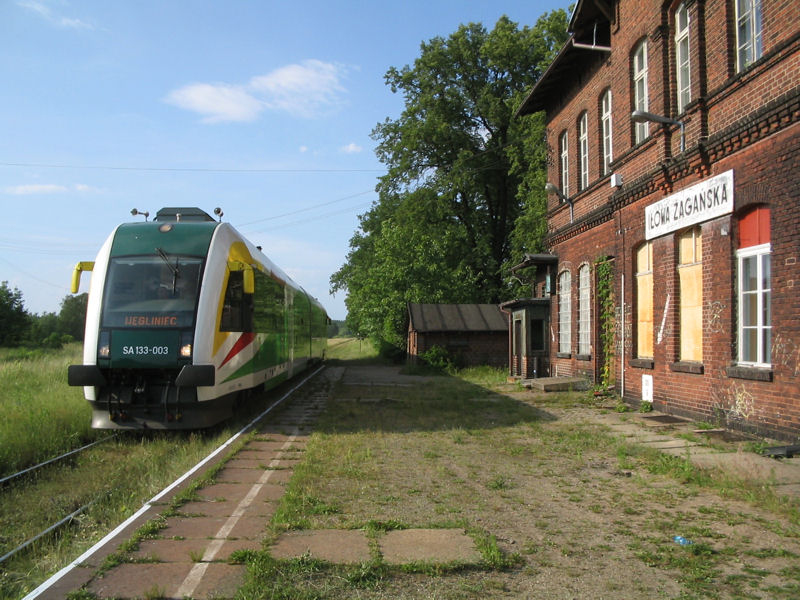
Pociąg relacji Zielona Góra – Węgliniec na stacji Iłowa Żagańska

W Iłowej znajduje się przystanek kolejowy Iłowa Żagańska. Przez miasto przebiega czynna od roku 1846 linia kolejowa nr 282 Jasień – Miłkowice, której odcinek Żary – Węgliniec (przebiegający przez gminę) zamknięto dla ruchu pasażerskiego w 2002. Od 10 grudnia 2006 roku linia otwarta ponownie; obsługiwana lubuskimi oraz dolnośląskimi spalinowymi zespołami trakcyjnymi. Od 12 grudnia 2010 roku połączenia pasażerskie z postojem w Iłowej prowadziły dwie spółki przewozowe: Koleje Dolnośląskie oraz Przewozy Regionalne (zakład w Zielonej Górze). Od 11 grudnia 2016 roku wszystkie połączenia pasażerskie na tej linii obsługuje spółka POLREGIO. Pobliskie, pasażerskie stacje węzłowe znajdują się w Żarach i (na terenie województwa dolnośląskiego) Węglińcu.

### Lotniczy
Najbliższe pasażerskie porty lotnicze znajdują się w:
- Babimoście
- Wrocławiu
- Dreźnie
- Berlinie

## Sport i rekreacja

### Piast Iłowa
W mieście działa Klub Piłkarski Piast Iłowa. Został założony w 1946. W swojej historii, w l. 80. XX w. dotarł na kilka sezonów do III ligi piłkarskiej – wówczas trzeciego poziomu rozgrywek w Polsce, a drużyna juniorów do tzw. ligi międzywojewódzkiej będącej najwyższą ligą w kraju, gdyż nie rozgrywano wówczas zawodów na szczeblu ogólnokrajowym. III-ligową drużynę seniorów prowadził Romuald Szukiełowicz, pod okiem którego w Piaście rozpoczął karierę Zbigniew Mandziejewicz. Najbardziej znanym wychowankiem klubu jest reprezentant Polski Łukasz Garguła. Klub ten zbankrutował w 2005 i w jego miejsce powstał Klub Sportowy Vitrosilicon (9 sierpnia 2005 wpisany do KRS), który w 2013 zmienił nazwę na Klub Piłkarski Piast. Piast Iłowa oprócz drużyny piłkarskiej seniorów prowadzi także drużyny młodszych grup wiekowych. W pierwszym sezonie istnienia (2005/06) po zdecydowanym zwycięstwie rozgrywek klasy B, klub wywalczył awans do rozgrywek klasy A. W sezonie 2007/08 występował w klasie okręgowej. Swoje mecze Piast rozgrywa na Stadionie Miejskim w Iłowej. Do dyspozycji klubu jest także boisko piłkarskie przy ul. Żagańskiej.
Klub w sezonie 2007/2008 zakończył rozgrywki zielonogórskiej klasy okręgowej na I miejscu zdobywając awans do IV ligi. W klubie występował Henryk Cackowski, który wcześniej wystąpił w I i II lidze. Sezon 2008/09 drużyna zakończyła na 1. miejscu grupy lubuskiej IV ligi i awansowała do rozgrywek grupy dolnośląsko-lubuskiej III ligi. W sezonie 2009/10 spadła do IV ligi.
Oprócz sekcji piłkarskiej Klub Piłkarski Piast prowadzi sekcję szachową – obecnie III liga oraz sekcję tenisa stołowego. Barwy klubu: niebiesko-białe.

### Stadion Miejski
Stadion Miejski w Iłowej mieści się przy ul. Piaskowej 1a. Powstał przed rozpoczęciem II wojny światowej jako miejski kompleks sportowy, składający się z piłkarskiego boiska głównego, obecnie o wymiarach 105 × 78 m, z wyposażeniem lekkoatletycznym (rzutnie do pchnięcia kulą, rzutu dyskiem i oszczepem, skocznia do skoku w dal) otoczonego 400-metrową bieżnią, z trybunami o pojemności 2000 miejsc (w tym 768 siedzących), dwóch boisk treningowych, boiska do koszykówki, 50-metrowego otwartego basenu pływackiego z trampoliną i wieżą do skoków (max. głębokość 4 m) i rekreacyjnego stawu z wypożyczalnią sprzętu pływającego i restauracją. Po zakończeniu działań wojennych zniszczeniu uległa restauracja, zaniedbany został staw wraz z infrastrukturą rekreacyjną. Ostatecznie zostało ono zasypane i na jego miejscu powstało trzecie boisko piłkarskie oraz plac do gry w koszykówkę; basen współcześnie skrócono o połowę długości.
Z obiektów stadionowych zarządzanych przez klub sportowy korzystają piłkarze Piasta Iłowa i UKS Iłowa.

### KołoPZW
Iłowskie Koło PZW roztacza opiekę nad powstałym w latach 70. XX wieku w Borach Dolnośląskich na pograniczu województw lubuskiego i dolnośląskiego na południe od Klikowa i na wschód od drogi wojewódzkiej nr 296 w miejscu opuszczonej (istniejącej jeszcze w 1952) gromady Brzeźna (niem. Birkenlache) w gminie Ruszów na Czernej Małej zbiornikiem retencyjno-rekreacyjnym51°27′27,688″N 15°12′11,599″E/51,457691 15,203222. Tzw. „Zalew w Klikowie” ma powierzchnię ok. 17 ha i średnią głębokość 1,7 m.

## Gospodarka
- Huta szkła Qemetica Glass, ul. Żagańska 27

Państwowa Huta Szkła w Iłowej rozpoczęła swoją działalność 1 września 1945 z przekształcenia przedwojennej niemieckiej huty szkła Glashüttenwerke H. Kleinpaul. Od września 1947 zakład zmienił nazwę na Zakłady Szklarskie „Iłowa”. W 1950 do przedsiębiorstwa Żagańskie Huty Szkła skupiającego hutę szkła z Iłowej oraz Hutę Szkła Butelkowego i Gospodarczego Łuknica z Łęknicy, włączone zostały Zakłady Szklarskie w Wymiarkach. Żagańskie Huty Szkła w Iłowej podlegały Ministerstwu Przemysłu Szklarskiego, a potem Ministerstwu Przemysłu Materiałów Budowlanych. Zakłady produkowały szkło opakowaniowe dla przemysłu spożywczego i farmaceutycznego, luksfery oraz ceramiczne i szklane izolatory elektryczne. ŻHS w Iłowej w latach 1988–1991 zostały przekształcone w spółkę akcyjną Vitrosilicon S.A. w 100% zależną od Ciech S.A. W skład nowo powstałej spółki nie weszła Huta Szkła Wymiarki, która utworzyła osobną spółkę – Hutsop. Pod koniec lat 90. XX wieku zamknięta została huta szkła w Łęknicy, zaś spółka nabyła zakład w Żarach Kunicach, gdzie została przeniesiona produkcja szklistego krzemianu sodu z Łęknicy. W 2001 w zakładzie Iłowa uruchomiono jedyną w Polsce produkcję pustaków szklanych znanych na rynku pod marką ClaroGlass – laureata godła Teraz Polska w 2007 roku. Firma działała pod nazwą Ciech Vitro i była jedynym w kraju i jednym z nielicznych na świecie producentów szklistego krzemianu sodu i potasu. Produkowała również szkło wodne sodowe i potasowe, a także słoje oraz szklane lampiony do zniczy.
Z końcem maja 2024 spółki Grupy Ciech zmieniły globalnie nazwę na Qemetica. Ciech Vitro stała się Qemeticą Glass natomiast mieszczący się pod tym samym adresem producent krzemianów w Iłowej i Żarach – Qemeticą Silicates Sp. z o.o.
- Zakłady Tkanin Technicznych ESKORD (zbankrutowała, następnie magazyny Vitrosilicon oraz baza przeładunkowa Intra), ul. Borowska 8

Tkalnia mechaniczna Wilhelm Winkler AG, mechanische Buntweberei, Färberei und Appretur istniała w Iłowej w latach 1842–1945. Jej zabudowania wraz z wyposażeniem zostały znacjonalizowane posłużyły w okresie powojennym do założenia Zakładów Tkanin Technicznych „Eskord”. Oprócz głównego zakładu w Iłowej, w skład spółki wchodziły – filia w Przewozie, przędzalnia w Meerane (przy Pestalozzistr. 4-6; od 1946 działająca jako Buntweberei Meerane, 1 stycznia 1950 włączona do Mechanische Weberei Meerane) oraz tkalnie w Löbau (filia nabyta w 1930 i przekształcona z działającej w l. 1900-30 roku farbiarni Kreuzinger GmbH; od 1948 roku tkalnia bawełny VEB Baumwollspinnerei Löbau) i Sebnitz. W 1946 r. saksońskie zakłady Wilhelm Winkler AG w Meerane, Löbau i Sebnitz zostały wywłaszczone i znacjonalizowane.
- Hermes Fulfilment – należące do The Otto Group centrum logistyczne o powierzchni 150 000 m², wybudowane na terenie gminy Iłowa w 2023 r.[72] Docelowo ma tu pracować 3000 osób, z czego 60% kadry mają stanowić kobiety[73]. Centrum zajmuje się wysyłką mniejszych produktów, takich jak odzież, tekstylia, biżuteria, zabawki, drobny sprzęt AGD, a także elementy małej technologii jak telefony komórkowe czy tablety. Hermes Fulfilment w Iłowej aktualnie obsługuje Niemcy, w przyszłości zaś planowane jest poszerzenie zasięgu o Polskę, Czechy, Szwajcarię i Włochy[73].

## Oświata
- Przedszkole Miejskie - Akademia Małych Zuchów w Iłowej,
- Szkoła Podstawowa im. Lotników Alianckich w Iłowej,
- Zespół Szkół Ponadpodstawowych w Iłowej,
- Biblioteka Kultury.

## Wspólnoty wyznaniowe

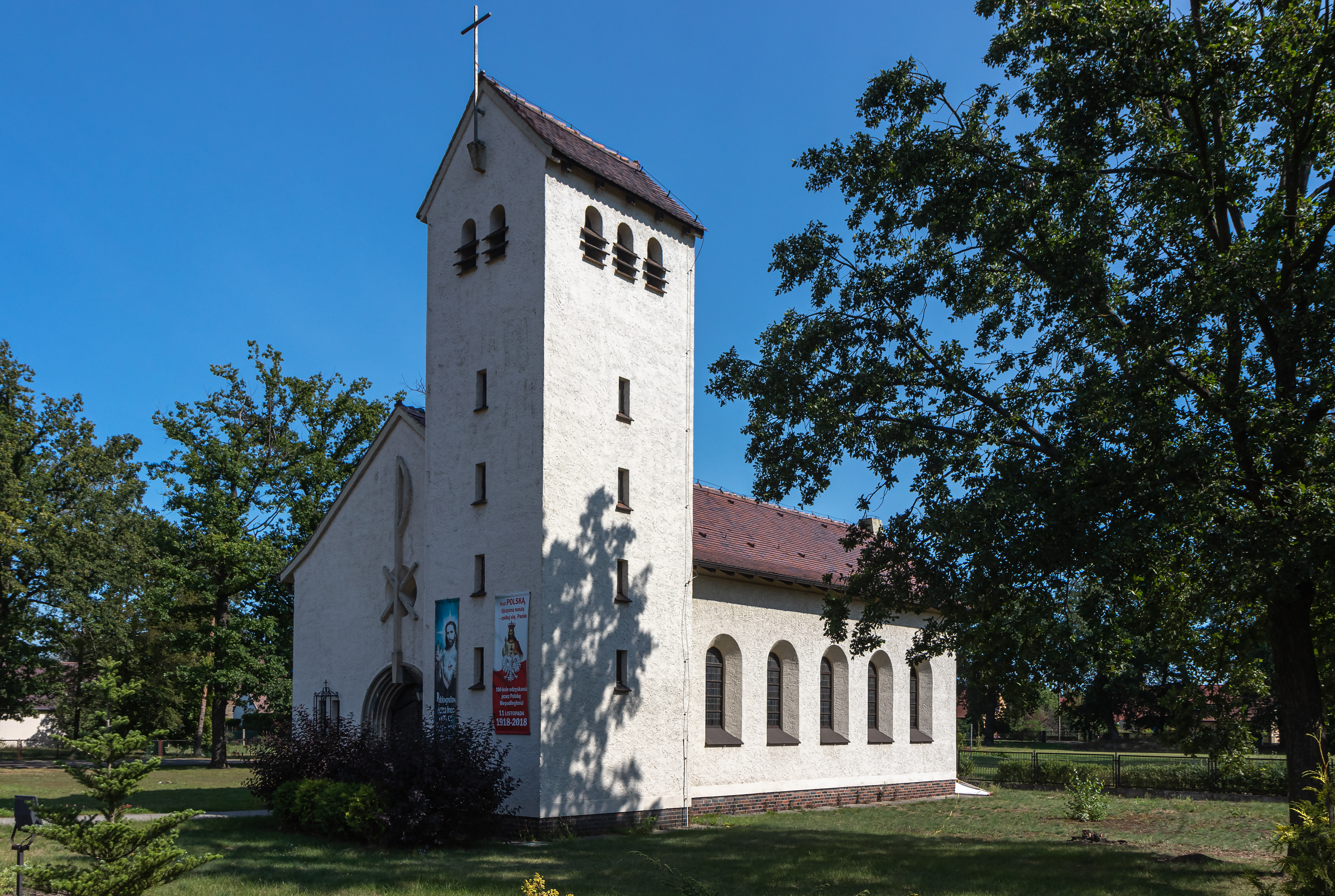
Kościół parafialny z 1937

- Kościół parafialny z 1937Kościół rzymskokatolicki.
Do 1810 wyznawcy religii katolickiej z Iłowej podlegali parafii rz.-kat. w Gozdnicy, następnie po jej likwidacji – parafii w Witoszynie Dolnym. Pierwsza parafia rzymskokatolicka w Iłowej w ramach niemieckich struktur kocielnych utworzona została w 1908[74]. Wg innych źródeł wydzielenie parafii iłowskiej miało miejsce w 1906[75], a jej erygowanie nastąpiło 1 października 1910[76]. 20 listopada 1932 w Gozdnicy poświęcono kaplicę pw. św. Wawrzyńca przynależną do kuracji iłowskiej[77]. 17 października 1937 kard. Adolf Bertram konsekrował kościół parafialny przy obecnej ul. Żagańskiej.
Po zakończeniu II wojny światowej polscy katolicy zaadaptowali opuszczoną świątynię protestancką. Obecnie jest ona kościołem filialnym i nosi wezwanie Chrystusa Króla[75].

- parafia Najświętszego Serca Pana Jezusa

- Świadkowie Jehowy:

- zbór Iłowa (Sala Królestwa ul. Mickiewicza 10D)

## Gminy partnerskie
- Rietschen[79]
- Wachau[80]